# Escuela de Química de la Universidad Tecnológica de Pereira
La Escuela de Química de la Universidad Tecnológica de Pereira, es un centro público de desarrollo científico y tecnológico cimentado en la correlación de los procesos de investigación, docencia y extensión a través de los programas de pregrado y postgrado en química y los laboratorios de servicios instrumentales a las diferentes industrias, química, farmacéutica, de productos naturales, a los sectores agropecuario, minero, de regulación y normalización.

## Historia
En 1968 inicia actividades con el programa de laboratorio químico, demonimano posteriormente Tecnología Química.
por medio del acuerdo 02 de 1998 el consejo superior aprobó el plan de estudios del programa de pregrado de Química Industrial siendo el primer y único programa del país, el tercero de Latinoamérica y del mundo. Con el acuerdo 10 del 16 de febrero de 2000, se aprobó el programa como profecionalización para tecnólogos químicos, iniciando la primera cohorte en el segundo semestre del mismo año.
con el acuerdo 08 del 12 de abril de 2004, se da origen al programa diurno de Química Industrial, ampliándose la oferta educativa de la universidad para bachilleres.

## Acreditaciones
En febrero de 2007 recibió la resolución por parte del Ministerio de Educación Nacional la acreditación de alta calidad.
El 10 de diciembre de 2009 recibió la orden Luis López de Mesa.
Convirtiéndose así en la mejor escuela de Química del país.

## Niveles de organización y dirección
- Decanatura facultad de tecnologías
- Dirección de la escuela
- Dirección de programas educativos
- Jefatura de laboratorio
- División de personal de servicios

## Programas Académicos Pregrado
- Tecnología Química
- Química Industrial

## Programas Académicos Posgrado
- Maestría en Ciencias Químicas

## Laboratorios
- Laboratorios de Química General
- Laboratorio de Oleoquímica
- Laboratorio de Microbiología
- Laboratorio de Fitoquímica
- Laboratorio para Análisis Químico de Suelos
- Laboratorio de Biotecnología Vegetal
- Laboratorio de Calidad de Productos Naturales
- Laboratorio de Análisis de Aguas y Alimentos
- Laboratorio de Análisis Instrumental
- Almacén de Reactivos
- Almacén de Material e Instrumentación

## Investigación
- Grupo de Polifenoles
- Grupo de Biotecnología de Productos Naturales
- Laboratorio de Oleoquímica
- Laboratorio para Análisis Químico de Suelos y Foliares

## Preyeccion social
- La Química en la Escuela